# Jacques-Antoine Delpon
Pour les articles homonymes, voir Delpon.
Jacques-Antoine Delpon, né le 22 octobre 1778 à Livernon (Quercy) et mort le 24 novembre 1833 à Figeac, est un homme de lettres et archéologue français. Son nom reste associé à son ouvrage : Statistique du département du Lot.

## Biographie
Jacques-Antoine Delpon naît le 22 octobre 1778 à Livernon. Il est le fils d'un avocat, Pierre Delpon, et de son épouse, Jeanne Moysen. 
Il suit ses études à Figeac et Cahors. Il est ensuite pendant deux ans, professeur de littérature à l'école centrale de Cahors. Il poursuit des études de droit à Paris et s'intéresse aux sciences naturelles.
En 1816, avec les frères Champollion, il fouille le site de Capdenac le Haut. Ils y trouvent de nombreux objets antiques contemporains de la guerre des Gaules. D'après eux, et compte tenu des connaissances d'alors, ce site correspondait à Uxellodunum en raison de sa ressemblance topographique avec le texte d'Aulus Hirtius, témoin oculaire de la bataille.
Il est reçu avocat et exerce cette profession à Figeac où il sera nommé procureur impérial en 1805. Il est destitué en 1823 pour cause politique, puis réhabilité en 1830 et nommé maître des requêtes. Il est fait chevalier de la Légion d'honneur en 1831.
Il devient procureur à Figeac de 1806 à 1823. En 1830, il est maître des requêtes au Conseil d'État. Il est député du Lot de 1831 à 1832, siégeant dans la majorité, et démissionne pour raisons de santé. Il est pendant quelques mois, président du tribunal civil de Figeac.
De 1821 à 1831, il rédige la Statistique du département du Lot, qui reste une référence indispensable pour celui qui s'intéresse à la géographie de ce département au début du XIXe siècle. De nombreux domaines sont abordés : géologie, faune, flore, us et coutumes, histoire des lieux, tumuli, dolmens...
À la suite de ses séjours à Paris, en 1832, il est atteint par le choléra, abandonne son siège de député et se retire alors à Figeac. Il obtient la présidence du tribunal de première instance de Figeac en 1833, mais il meurt dans l'année.

## Ouvrages et publications
- Statistique du département du Lot, Delpon, 1821, récompensé du prix Montyon par l'Académie des sciences et d'une médaille d'or par l'Académie des inscriptions et belles-lettres pour la partie histoire locale et antiquités
- Biographie de Mr de Richeprey, Delpon, récompensé en 1824 par la Société d'agriculture
- Essai sur l'histoire de l'action du ministère public, Delpon, 1830
- Statistique ancienne et moderne du département du Lot, Delpon, Paris, 1831, 2 volumes 554 p., 495 p., ouvrage couronné par l'Académie des sciences (prix Montyon), réédité par Quercy Recherche, Cahors, 1979 (tome I), (tome II)
- Essai sur la liberté des cultes
- Essai sur la position d'Uxellodunum, Delpon, Cahors, 1832